# NSYNC
NSYNC (stilizat și ca ★NSYNC sau 'N Sync) a fost o formație înființată în Orlando, Florida în 1995 și promovată în Germania de BMG Ariola Munich. 'N Sync era formată din Justin Timberlake, JC Chasez, Chris Kirkpatrick, Joey Fatone și Lance Bass. A colaborat cu Backstreet Boys, Elton John, Stevie Wonder, Michael Jackson, Phil Collins, Celine Dion, Aerosmith, Britney Spears, Nelly, Left Eye, Mary J. Blige, Alabama și Gloria Estefan și a fost nominalizată de opt ori la premiile Grammy.

## Discografie
- NSYNC (1997/1998)
- No Strings Attached (2000)
- Celebrity (2001)

## Legături externe
- Site web oficial
- Facebook